# William R. Daley
William R. Daley, né le 26 septembre 1892 et mort le 21 octobre 1971, est un industriel et un homme d'affaires américain qui fut propriétaire de deux franchises des ligues majeures de baseball (MLB). 
Il a été propriétaire des Indians de Cleveland de 1952 à 1956. Il achète la franchise 3 961 800 dollars le 29 février 1956. En fait, son groupe ne paie que 1,75 million de dollars pour s'assurer 55 % des parts du club, laissant les autres 45 % à la charge d'actionnaires minoritaires. Il cède son statut d'actionnaire principal de la franchise à Gabe Paul le 20 novembre 1962.
Il a également été le propriétaire des Pilots de Seattle en 1969.